# اسکرتسو شماره ۳ (شوپن)
اسکرتسو شماره ۳، اپوس ۳۹ در ♯ دو دیز مینور توسط فردریک شوپن.
او آهنگسازی این قطعه را در سال ۱۸۳۸ در صومعه متروکه وایده‌موسا در جزیره بالئاری مایورکا، اسپانیا آغاز کرد و در پایان سال ۱۸۳۹ آن را در فرانسه تکمیل کرد.
فردریک شوپن این آهنگ را به یکی از نزدیکترین شاگردانش، آدولف گاتمان، تقدیم کرد.